# Боровенська волость (Лебединський повіт)
Боровенська волость — адміністративно-територіальна одиниця Лебединського повіту Харківської губернії.

Найбільші поселення волості станом на 1914 рік:
- село Боровенька — 1654 мешканців;
- село Бобрик — 2105 мешканців;
- село Будилка — 2966 мешканців.

Старшиною волості був Шило Іван Петрович, волосним писарем — Івахнов Петро Григорович, головою волосного суду — Таран Прокоп Макарович.